# Feminizm w badaniach literackich
Feminizm w badaniach literackich (krytyka feministyczna) – metodologia badań literackich stworzona w latach 70. XX wieku, związana z tzw. drugą falą feminizmu, stawiająca sobie za cel badanie literatury uwzględniające kobiece doświadczenie i sposób opisywania świata, poszukiwanie kobiecej obecności w tekstach literackich oraz stworzenie nowego języka opisu literatury, uwzględniającego kobiecy punkt widzenia. Krytyka feministyczna wykorzystuje w swoich badaniach teorie strukturalizmu, dekonstrukcjonizmu, psychoanalizy i badań kulturowych.
Feminizm w badaniach literackich jest bardzo bogatym i zróżnicowanym nurtem badawczym, według niektórych badaczy każda z jego wybitniejszych przedstawicielek tworzy własną postawę teoretyczną. Uporządkowaniem myśli feministycznej zajęła się po raz pierwszy Elaine Showalter w artykule Krytyka feministyczna na rozdrożu opublikowanym w 1981 r.

## Rewizjonistyczna krytyka feministyczna
Jeden z nurtów krytyki feministycznej, wykształcony w czasie drugiej fali feminizmu. Jego celem było przede wszystkim poszukiwanie w tekstach literackich i literaturoznawstwie wątków patriarchalnych, mizoginicznych oraz utrwalonych stereotypów. Nastawiony był też na rewizję dotychczasowego, ustalonego z męskiego punktu widzenia, kanonu literackiego, a także demaskowanie przemilczeń i zakłamań dotyczących kobiecej roli w literaturze.
Do tego nurtu należały m.in. Judith Fetterley i Mary Ellmann.
Współcześnie nurt ten rozwija się w związku z zaangażowaniem krytyki feministycznej w tropienie wszelkich form dyskryminacji zawartych w tekstach literackich i w literaturoznawstwie.

## Ginokrytyka
Nurt krytyki feministycznej, powstały w drugiej połowie tzw. drugiej fali feminizmu, rezygnujący z rewizjonizmu i jakiejkolwiek zależności od męskiej perspektywy i skupiający się na afirmatywnych badaniach kobiecego pisarstwa i kobiecych tradycji literackich. Jego celem była próba odkrycia specyfiki tworzonej przez kobiety literatury – czy kobiecość takich tekstów należy do ich właściwości wewnętrznych (a jeśli tak, to jakich) czy też jest tworzona w ramach odbioru, analizy tekstu. Termin ginokrytyka został wprowadzony przez Elaine Showalter w 1979.

### Modele definiowania kobiecości
Według Elaine Showalter w ramach ginokrytyki można wyróżnić cztery grupy, odpowiadające kryteriom, które określają specyfikę kobiecego pisarstwa:
- model biologiczny – za specyfikę kobiecego pisarstwa odpowiada kobieca cielesność i zmysłowość. Owocował odwagą w ukazywaniu cielesności. Niebezpieczeństwo tego modelu polegało na przypisywaniu zbyt wielkiego znaczenia ciału w procesie czytania i pisania.
- model językowy i tekstualny – odpowiada na pytania dotyczące specyficznego kobiecego użycia języka. W ramach tego modelu wielokrotnie postulowano skonstruowanie specyficznego języka kobiecego. Modelowi temu zagrażać miała, według Showalter, skłonność do izolacji od wpływów innych języków i rozmaitych konwencji i norm literackich.
- model psychoanalityczny – porusza temat związków pomiędzy kobiecą psychiką a kobiecym pisarstwem, stara się również uzupełnić braki w tradycyjnej psychoanalizie, związane z pominięciem specyficznego doświadczenia kobiecego, a więc np. rozwinąć wiedzę związaną z psychologicznymi aspektami relacji matka–córka lub kobiecymi przyjaźniami. Niebezpieczeństwem tego modelu było niezauważanie i niedocenianie wpływu czynników kulturowych na specyfikę pisarstwa kobiecego.
- odmiana kulturowa – porusza wszystkie z wymienionych zagadnień, dodatkowo umieszczając je w szerokim kontekście kulturalnym. Showalter uważa ją za najbardziej obiecującą metodę badań[6].

### Arachnologia
Styl krytyki feministycznej, odwołujący się polemicznie do idei hyfologii Rolanda Barthes’a (tekst jest Tkaniną, w której teksturze rozpada się i ginie autor) oraz do mitu o Arachne, przeciwstawionego mitowi o Ariadne. Pomysłodawczynią tego nurtu była Nancy K. Miller. Według Miller specyfika kobiecego pisarstwa opiera się na założeniu, że pisząca kobieta, podobnie jak Arachne, pozostawia w tworzonym przez siebie dziele wyraźne ślady swojego autorstwa, jest silnie obecna w tekście jako podmiotowość twórcza. Idea pisarki–pająka podkreśla również silny związek ciała z kobiecą twórczością, a także połączenie sfery twórczości ze sferą domowo–rodzinną (w przeciwieństwie do charakterystycznej męskiej idei oderwania aktu twórczego od spraw codziennych, jego ekscentryczności).

### Écriture féminine
Pokrewny ginokrytyce nurt krytyki feministycznej, sformułowany we Francji w latach 70., inspirowany dokonaniami poststrukturalizmu. Nurt ten rezygnował ze stworzenia dogłębnej teorii (uznając to za charakterystyczne dla mężczyzn) i skoncentrował się na praktyce pisarskiej, w której dominować miał erotyzm, cielesność i nieciągłość. Jako przedstawicielki tego nurtu wymieniane są m.in.: Hélène Cixous i Julija Krystewa.

## Krytyka feministyczna w Polsce
Do polskich badaczek feministycznych zalicza się:
- Ewę Kraskowską
- Grażynę Borkowską
- Ingę Iwasiów
- Kingę Dunin
- Krystynę Kłosińską
- Elżbietę Adamiak
- Marię Janion
- Kazimierę Szczukę